# 마츠리 준비
마츠리 준비(일본어: 祭りの準備)는 1975년에 개봉한 일본의 영화이다.

## 배역
- 오키 타테오 역 : 에토 준
- 오키 토키요 역 : 마부치 하루코

## 극장 개봉일 및 TV 방영일

### 극장 개봉일
- 일본 1975년 11월 8일

### TV 방영일
- 일본 NHK BS2 1998년 11월 24일